# نوکیا ۱۰۰۶
نوکیا ۱۰۰۶ (انگلیسی: Nokia 1006) یک مدل گوشی تلفن ساخته شده توسط شرکت نوکیا بود.